# Liste der Kulturdenkmäler in Bretzenheim
In der Liste der Kulturdenkmäler in Bretzenheim sind alle Kulturdenkmäler der rheinland-pfälzischen Ortsgemeinde Bretzenheim aufgeführt. Grundlage ist die Denkmalliste des Landes Rheinland-Pfalz (Stand: 2. August 2023).

## Denkmalzonen
| Bezeichnung                    | Lage                                             | Baujahr | Beschreibung                 | Bild                           |
| ------------------------------ | ------------------------------------------------ | ------- | ---------------------------- | ------------------------------ |
| Denkmalzone Jüdischer Friedhof | südlich des Ortes; Flur In der Johanneshohl Lage | 1863    | Grabsteine von 1863 bis 1932 | weitere Bilder Fotos hochladen |

## Einzeldenkmäler
| Bezeichnung                          | Lage                                             | Baujahr                            | Beschreibung | Bild                           |
| ------------------------------------ | ------------------------------------------------ | ---------------------------------- | --- | ------------------------------ |
| Hofanlage                            | Binger Straße 5 Lage                             | 1761                               | Hakenhof, bezeichnet 1761; Fachwerkhaus, verputzt, wohl aus dem 18. Jahrhundert | Fotos hochladen                |
| Hofanlage                            | Binger Straße 11 Lage                            | 17. Jahrhundert                    | Dreiseithof; barockes Fachwerkhaus, teilweise massiv, 17. Jahrhundert, Torbogen bezeichnet 1754, Scheune 1780; Grenzstein, Basalt, bezeichnet 1677 | Fotos hochladen                |
| Grenzstein                           | Gartenstraße, Ecke Mühlenstraße Lage             | 18. Jahrhundert                    | Grenzstein, wohl aus dem 18. Jahrhundert | Fotos hochladen                |
| Amtshaus                             | Große Straße 12 Lage                             | 1592                               | ehemaliges Amtshaus; Renaissancebau, achteckiger Treppenturm, bezeichnet 1592; Grenzstein des Erzstiftes Köln | weitere Bilder Fotos hochladen |
| Villa Plettenberg-Puricelli          | Große Straße 16 Lage                             | 1877                               | ehemaliges Hofgut Puricelli; zweieinhalbgeschossiger Putzbau, spätklassizistisch geprägte Neurenaissance, bezeichnet 1877; weiteres Wohnhaus, Uhrtürmchen, Fachwerk-Klinker-Konstruktion, stattliche Nebengebäude; eingefriedete Gartenanlage mit kleiner Eisenbrücke über die Kleine Straße, Pumpenhaus und Wasserturm (vergleiche Turmstraße ohne Nummer) | weitere Bilder Fotos hochladen |
| Fenstergewände                       | Große Straße, an Nr. 31 Lage                     | 1606                               | Fenstergewände, bezeichnet 1606 | BW                             |
| Schloss Bretzenheim                  | Kirchstraße 2 Lage                               | um 1590                            | nach Brand 1774 zum Barockschloss umgebaut, Bauinspektor Johann Faxlunger, Mannheim; um einen Hof gruppierte Anlage mit Wirtschaftsgebäuden, Renaissance-Torbogen, um 1590, Herrenhaus mit Treppenturm, bezeichnet 1595; ehemaliges Wohngebäude, um 1600, Umbau wohl 1783                                                                                   | weitere Bilder Fotos hochladen |
| Katholisches Pfarrhaus               | Kirchstraße 18 Lage                              | 1789                               | ehemaliges katholisches Pfarrhaus; im Kern spätbarocker Putzbau, bezeichnet 1789, wohl um 1850 in klassizistischen Formen aufgestockt | Fotos hochladen                |
| Katholische Pfarrkirche Mariä Geburt | Kirchstraße 20 Lage                              | 1789–91                            | frühklassizistischer Saalbau, 1789–91, Bauinspektor Johann Faxlunger, Mannheim, mittelalterlicher Turm mit barockem Helm | weitere Bilder Fotos hochladen |
| Kapelle                              | Kirchstraße, bei Nr. 20 Lage                     | um 1850                            | Kapelle, klassizistischer Walmdachbau, um 1850 | Fotos hochladen                |
| Missionskreuz                        | Kirchstraße, bei Nr. 20 Lage                     | 1854                               | Missionskreuz, bezeichnet 1854 und 1857 | BW                             |
| Grabmäler                            | Kirchstraße, bei Nr. 20 Lage                     | Mitte des 19. Jahrhunderts         | Grabmal M. Puricelli, Sandstein, 1860; Grabmal Agnes Utsch, gusseisernes Grabkreuz, 1841 | weitere Bilder Fotos hochladen |
| Brunnen                              | Kirchstraße, bei Nr. 20 Lage                     | zweite Hälfte des 19. Jahrhunderts | Brunnentrog, reliefierter gusseiserner Trog, Rheinböllerhütte, zweite Hälfte des 19. Jahrhunderts | weitere Bilder Fotos hochladen |
| Glocke                               | Kirchstraße, bei Nr. 20 Lage                     | 1513                               | Glocke der Trauerhalle, bezeichnet 1513 | weitere Bilder Fotos hochladen |
| Gasthaus „Zum grünen Baum“           | Kreuznacher Straße 33 Lage                       | 17. Jahrhundert                    | Fachwerkbau, 17. Jahrhundert, bezeichnet 1779 | Fotos hochladen                |
| Wohnhaus                             | Kreuzstraße 8 Lage                               | 1712                               | barockes Fachwerkhaus, teilweise massiv, bezeichnet 1712, Toranlage | Fotos hochladen                |
| Villa                                | Naheweinstraße 19 Lage                           | zweite Hälfte des 19. Jahrhunderts | Villa eines Weingutes, zweite Hälfte des 19. Jahrhunderts | Fotos hochladen                |
| Altes Schloss der Grafen von Velen   | Stephanskapellenweg Lage                         | Mitte des 17. Jahrhunderts         | Ruine, Mitte des 17. Jahrhunderts; Umfassungsmauern mit Rundturm und Torbogen, Bruchstein | weitere Bilder Fotos hochladen |
| Wasserturm                           | Turmstraße ohne Nummer Lage                      | um 1880                            | Wasser- und Aussichtsturm, achteckiger gründerzeitlicher Backsteinbau, um 1880 | weitere Bilder Fotos hochladen |
| Hofanlage                            | Winkel 4 Lage                                    | 18. Jahrhundert                    | Hofanlage, 18. Jahrhundert, Fachwerkhaus, verputzt | Fotos hochladen                |
| Karlshof                             | nördlich des Ortes (Naheweinstraße 3) Lage       | um 1850/60                         | Dreiseithof, um 1850/60; spätklassizistisches Hauptgebäude, eingezogener Scheunentrakt, Wegekreuz | Fotos hochladen                |
| Eremitage                            | nordwestlich des Ortes Lage                      |                                    | auch Antonius-Klause; aus dem Felsen gehauene Teile einer dreischiffigen romanischen Kirche; an der Felswand mittelalterliches Relief; ehemalige Eremitenwohnung 1759–61 | weitere Bilder Fotos hochladen |
| Jagdhaus                             | nordwestlich des Ortes (Eremitager Weg 211) Lage | Ende des 19. Jahrhunderts          | ehemaliges Jagdhaus; gründerzeitlicher Klinkerbau, Fassadenturm, Nebengebäude, Ende des 19. Jahrhunderts | Fotos hochladen                |

## Ehemalige Kulturdenkmäler
| Bezeichnung | Lage                 | Baujahr         | Beschreibung | Bild            |
| ----------- | -------------------- | --------------- | --- | --------------- |
| Hofanlage   | Große Straße 14 Lage | 18. Jahrhundert | barocke Hofanlage, 18. Jahrhundert; Fachwerkhaus, verputzt, Scheune, teilweise Fachwerk; Scheune abgegangen, aus Denkmalliste gelöscht | Fotos hochladen |